# Agnese Maffeis
Agnese Maffeis (Bergamo, 9 marzo 1965) è un'ex discobola e pesista italiana.
34 volte campionessa italiana e 73 volte maglia azzurra (a 6 presenze dal primato di Marisa Masullo), è stata la detentrice, con la misura di 63,66 m stabilita a Milano il 12 giugno 1996, del record italiano del lancio del disco, ex aequo con Daisy Osakue. Il record è stato successivamente battuto dalla stessa Osakue. 

## Biografia
Ha partecipato a due edizioni dei Giochi olimpici (10ª in finale nel lancio del disco a Barcellona 1992 con la misura di 61,22 m e Atlanta 1996), tre dei Mondiali (1991, 1993 e soprattutto Atene 1997, dove fu 8ª in finale sempre nel disco con la misura di 61,40 m), un Europeo (2002), un Mondiale indoor (1989). Nove i suoi primati italiani assoluti, tutti nel lancio del disco, da 58 metri e 38 centimetri (Trento, 4 giugno 1988) agli attuali 63 metri e 66. In occasione del primo, tolse il record alla toscana Maria Stella Masocco (la mamma del portiere Gigi Buffon), che lo deteneva dal '72, ed alla torinese Maria Marello (primato del 1986). Oggi è allenatrice della giovane discobola torinese Daisy Osakue, quinta in maglia azzurra agli europei di Berlino 2018.
Sposata con l'ex pesista, campione olimpico 1984 ed ex primatista mondiale Alessandro Andrei, oggi vive a Scandicci. La coppia ha due figli: Chiara, nata nel 1994, e Matteo, nato nel 2000.
Il 22 ottobre del 2012 a Scandicci le è stato assegnato il riconoscimento "Notte del Pallone rosa - Premio Maria Nisticò" 2^ Edizione. 

## Palmarès
| Anno | Manifestazione          | Sede                   | Evento           | Risultato | Misura  | Note              |
| ---- | ----------------------- | ---------------------- | ---------------- | --------- | ------- | ----------------- |
| 1987 | Giochi del Mediterraneo | Latakia                | Getto del peso   | Oro       | 15,90 m |                   |
| 1989 | Europei indoor          | L'Aia                  | Getto del peso   | 6ª        | 17,32 m |                   |
| 1989 | Mondiali indoor         | Budapest               | Getto del peso   | 12ª       | 16,95 m |                   |
| 1990 | Europei indoor          | Glasgow                | Getto del peso   | 8ª        | 16,79 m |                   |
| 1990 | Europei                 | Spalato                | Lancio del disco | 9ª        | 58,36 m |                   |
| 1990 | Europei                 | Spalato                | Getto del peso   | 10ª       | 16,58 m |                   |
| 1991 | Giochi del Mediterraneo | Atene                  | Lancio del disco | Oro       | 59,46 m | Record dei Giochi |
| 1991 | Giochi del Mediterraneo | Atene                  | Getto del peso   | Argento   | 17,46 m |                   |
| 1991 | Mondiali                | Tokyo                  | Lancio del disco | 19ª       | 56,36 m |                   |
| 1991 | Mondiali                | Tokyo                  | Getto del peso   | 18ª       | 16,99 m |                   |
| 1992 | Olimpiadi               | Barcellona             | Lancio del disco | 10ª       | 61,22 m |                   |
| 1993 | Giochi del Mediterraneo | Linguadoca-Rossiglione | Lancio del disco | Oro       | 57,16 m |                   |
| 1993 | Giochi del Mediterraneo | Linguadoca-Rossiglione | Getto del peso   | Oro       | 17,04 m |                   |
| 1993 | Mondiali                | Stoccarda              | Lancio del disco | 23ª       | 57,06 m |                   |
| 1993 | Mondiali                | Stoccarda              | Getto del peso   | 21ª       | 16,61 m |                   |
| 1996 | Olimpiadi               | Atlanta                | Lancio del disco | 32ª       | 56,54 m |                   |
| 1997 | Giochi del Mediterraneo | Bari                   | Lancio del disco | 4ª        | 60,60 m |                   |
| 1997 | Giochi del Mediterraneo | Bari                   | Getto del peso   | 6ª        | 17,01 m |                   |
| 1997 | Mondiali                | Atene                  | Lancio del disco | 8ª        | 61,40 m |                   |
| 2001 | Giochi del Mediterraneo | Tunisi                 | Lancio del disco | Argento   | 57,38 m |                   |

## Campionati nazionali
Titoli italiani individuali (38)
- Campionati italiani assoluti
  - Peso: 5 titoli, (dal 1989 al 1993)
  - Disco: 14 titoli (1989/1993, 1995/1998 e 2000/2004)
- Campionati italiani assoluti indoor
  - Getto del peso: 9 titoli, (dal 1986 al 1994)
- Campionati italiani invernali di lanci[4]
  - Lancio del disco: 10 titoli (1986, 1992, 1994, 1996, 1998-1999 e 2001/2004)[5]